# Kivarinjärvi
Kivarinjärvi eller Kivarijärvi är en sjö i Finland. Den ligger i kommunen Puolango i landskapet Kajanaland, i den centrala delen av landet, 500 km norr om huvudstaden Helsingfors. Kivarinjärvi ligger 137,5 meter över havet. Den ligger vid sjön Puolankajärvi. Den är 11 meter djup. Arean är 2,62 kvadratkilometer och strandlinjen är 13,78 kilometer lång. Sjön  ingår i Kiminge älvs huvudavrinningsområde. 